# Konrad III (książę Meranii)
Konrad III (ur. ok. 1145 lub ok. 1158, zm. 1180/1182) – hrabia Dachau i książę Meranii od 1159.

## Życiorys
Konrad był jedynym synem hrabiego Dachau i księcia Meranii Konrada II i Matyldy z Weyarn, córki hrabiego Rudolfa I z Falkensteinu. Żoną Konrada była Udilhilda, córka Hugona I, palatyna Tybingi. Nie mieli dzieci. Był wiernym stronnikiem Hohenstaufów. On lub wdowa po nim po jego bezpotomnej śmierci sprzedała Dachau księciu Bawarii Ottonowi I z rodu Wittelsbachów.